# オブセスト (曲)
「オブセスト」（Obsessed）は、アメリカ合衆国の歌手マライア・キャリーが12作目のスタジオ･アルバム『Memoirs of an Imperfect Angel』（＝未完成な天使の自叙伝）からのリード・シングルとしてリリースした楽曲。この楽曲はプロデュースと楽曲制作をマライアとザ・ドリーム、トリッキー・スチュワートが行なっている。

## 背景とリリース
2009年6月9日、マライアは自身のTwitterページにて新作『Memoirs』からのファースト・シングルが"オブセスト"というタイトルで、2009年6月16日火曜からは早速この楽曲がラジオで解禁されることを発表した
。同時に「本当に、今までの曲の中でも、お気に入りの曲の1つよ。」というコメントも発表した。マライアは楽曲について"アップテンポな夏向けの曲"とも語り、当初はバラードを先行シングルにする予定だったものの、最終的に"楽しい曲"であるこの楽曲「オブセスト」をシングルに選んだことも明かした。彼女はTwitterに「完全に夢中よ。みんなに聴いてもらうのが待ちきれないわ。」というコメントも残している。楽曲は2009年6月16日にアメリカ合衆国のラジオ局に音源が送られると即時にエアプレイされた。最初に楽曲がかけられたのはシカゴのラジオ局B-96の午後2時であった。また楽曲のリミックスにはラッパーのグッチ・メインを迎えており、このリミックスは同じく同日にプレミアされた。このシングルは2009年7月7日にアメリカ合衆国にてデジタル・ダウンロードリリースされる。2009年7月21日には、ポップ系ラジオ局にて公式にプレイリスト入りされる。全米チャートでは、1998年のMy All以来過去10年で最上位の11位で初登場し、最高位7位とスマッシュ・ヒットした。この曲で、マライアは約20年のキャリアで27曲目のTOP10入りを果たした。また、2008年に大ヒットし1位を獲得した「タッチ・マイ・ボディ」よりも長い約5か月もの間、TOP40に居座った。

## ミュージック・ビデオ
この楽曲のミュージック・ビデオは、過去にマライアの楽曲「ウィ・ビロング・トゥゲザー」、「タッチ・マイ・ボディ」などを手がけたブレット・ラトナーが監督を務めている。ビデオは2009年6月28日、29日の2日にかけて撮影され、撮影はニューヨークのプラザホテル前にて行なわれた。撮影でマライアは、エミネム風にフードをかぶった男性とイカリ肩のスーツに帽子、顔には特殊メイクで髭をつけてのベルボーイ風の2種類男装をしていることが確認されている。2009年7月2日にTwitterにてマライアは、ミュージック・ビデオの全ての撮影が終わったことを発表した。

## 歌詞の内容
この楽曲のリリースの少し前にラッパーのエミネムは、2009年にリリースしたアルバム『リラプス』のなかでマライアの夫であるニック・キャノンをなじった楽曲「バグパイプス・フロム・バグダッド」を発表している。一方この楽曲の歌詞には、夫を"口撃"したエミネムを連想させるキーワード（エミネムが『リラプス』のなかで語った自身のドラッグ問題など）が散りばめられているほか、エミネムと思われる人物に問いかけを行なう歌詞が含まれているなど意味深な部分が多くあることから、楽曲はマライアからエミネムへのディスもしくはアンサーソングなのではないかと推測する動きが広がっている。
また、楽曲を共作したザ・ドリームはこの楽曲「オブセスト」が特定の人物について歌っていることを認めている。しかし、もう一人の共作者であるトリッキー・スチュワートも含め、二人はその人物が誰であるのかということについては明らかにしていない。マライアは楽曲について、「妄想にとり憑かれて混乱した人をテーマにした曲よ」とコメントしている。

## チャート
| チャート（2009年）                              | 最高 順位 |
| ----------------------------------------------- | --------- |
| アメリカ合衆国 ビルボード Hot R&B/Hip-Hop Songs | 12        |
| アメリカ合衆国 ビルボード Billboard Hot 100     | 7         |
| 日本 ビルボード Japan Hot 100                   | 16        |

## リリース日一覧
| 国             | リリース日    | レーベル               | 規格       |
| -------------- | ------------- | ---------------------- | ---------- |
| オーストラリア | 2009年6月16日 | エアプレイ             | アイランド |
| アメリカ合衆国 | 2009年6月16日 | エアプレイ             | アイランド |
| アメリカ合衆国 | 2009年7月7日  | デジタル・ダウンロード | アイランド |
| イタリア       | 2009年6月19日 | エアプレイ             | アイランド |
| ドイツ         | 2009年7月31日 | CDシングル             | アイランド |
| イギリス       | 2009年8月3日  | デジタル・ダウンロード | アイランド |
| イギリス       | 2009年8月17日 | CDシングル             | アイランド |